# Ophiocephalus
Ophiocephalus es un género con una especies de plantas fanerógamas perteneciente a la familia Orobanchaceae. 
Está considerado un sinónimo del género Castilleja

## Especies seleccionadas
- Ophiocephalus angustifolius